# .se
.seはスウェーデンの国別コードトップレベルドメイン (ccTLD)で、インターネットでドメイン名として使用されている。NIC-SEが管理している。

## セカンドレベルドメイン
- .a.se, .c.se, .d.se, .e.se, .f.se, .g.se, .h.se, .i.se, .k.se, .m.se, .n.se, .o.se, .s.se, .t.se, .u.se, .w.se, .x.se, .y.se, .z.se, .ac.se, .bd.se. - 以上のドメインは住所を持つ郡関連である。
- .org.se - 非営利団体
- .pp.se - 民間の個人向け
- .tm.se - 商標登録済向け
- .parti.se - 政党向け
- .press.se - 出版社向け
- .mil.se - 軍向け